# Tetralonioidella pendleburyi
Tetralonioidella pendleburyi là một loài Hymenoptera trong họ Apidae. Loài này được Cockerell mô tả khoa học năm 1926.